# Diogo Ganchinho
Diogo Ganchinho (nascido em 12 de setembro de 1987) é um atleta português da ginástica de trampolim.
Participou das Olimpíadas de 2008 (Pequim) e 2012 (Londres), ficando em 11º e 15º lugares na qualificação do trampolim masculino, respectivamente.
Em 2009, disputou o trampolim sincronizado nos Jogos Mundiais em Taiwan. Em 2019, conquistou o bronze no trampolim nos Jogos Europeus. Além disso, foi medalhista de prata e bronze nos Mundiais e Europeus de Trampolim de 2018 e 2021.